# Dálnice A26 (Rakousko)
Dálnice A26 (německy Autobahn A26 nebo Linzer Autobahn) je plánovaná, necelých 9 kilometrů dlouhá rakouská dálnice, která má vytvářet západní dálniční obchvat Lince. Její trasování bylo uzavřeno v roce 2009. Měla by začínat na křižovatce s dálnicí A7 Linz-Hummelhof, vést přes blízký Westbrücke (tento jediný krátký úsek je v současnosi v provozu a slouží jako dálniční přivaděč pro dálnici A7), v kryté trase se stočit kolem Waldgegstraße k hlavnímu vlakovému nádraží a odtud vést 3 km dlouhým Freinbergtunnelem k Dunaji. Zde by měl vzniknout čtvrtý linecký most přes řeku a dálnice by po jeho překonání měla vstoupit do 2,8 km dlouhého Pöstlingbergtunnelu. Končit by měla napojením na dálnici A7 u současné křižovatky Linz-Urfahr.